# Batalla del estrecho de la Sonda
La batalla del estrecho de la Sonda se libró en el estrecho homónimo entre las fuerzas de Japón y las fuerzas Aliadas, en la noche del 28 de febrero al 1 de marzo de 1942. Superada ampliamente por su contraparte japonesa, toda la flota aliada fue hundida.

## La batalla

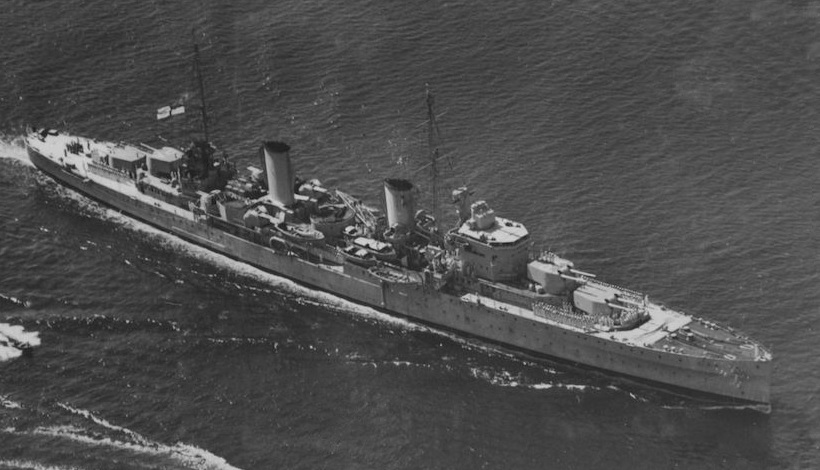
Vista aérea del crucero HMAS Perth

Luego de que la batalla del mar de Java frustrara las esperanzas neerlandesas de detener a las fuerzas de invasión japonesas en el mar, dos cruceros sobrevivientes, el crucero pesado estadounidense USS Houston y el crucero ligero australiano HMAS Perth escaparon a Batavia, siguiendo las últimas órdenes del contraalmirante Karel Doorman, quien murió en batalla.
El 28 de febrero, ambos cruceros zarparon de Batavia al anochecer, para intentar cruzar el estrecho de la Sonda y escapar de Java. El capitán del Perth, Hector Waller, asumió el mando de la formación, al ser el oficial de mayor rango. Waller desconocía que un convoy japonés había entrado en el estrecho, y que estaba escoltado por una poderosa flota.
Al entrar en la bahía Banten, el destructor Fubuki los avistó y lanzó sus torpedos a una distancia de 2700 yardas. Los cruceros aliados lograron eludir los torpedos, que siguieron avanzando e impactaron en varios transportes japoneses. El Perth y el Houston siguieron cruzando la bahía, lanzando sus torpedos contra los transportes. Sin embargo, al llegar al estrecho se encontraron con que un escuadrón de diez destructores y un crucero ligero les bloqueaban el paso. Desde estribor llegaron los cruceros pesados Mogami y Mikuma, que abrieron fuego contra los aliados.
A las 11:26 de la noche, el Perth empezó a arder, y a la medianoche del 1 de marzo recibió el impacto de un torpedo a estribor. Casi de inmediato fue alcanzado por otro torpedo, y luego empezó a recibir múltiples impactos de cañón y torpedo. El crucero escoró y se hundió.
De inmediato todos los barcos japoneses se concentraron en el Houston, que ya se estaba escorando peligrosamente a estribor por culpa de un impacto de torpedo. El Mikuma empezó a alcanzar con precisión al navío americano con sus cañones, y diez minutos después de la medianoche un proyectil estalló en la sala de máquinas, reventando las tuberías de vapor y escaldando a todos los hombres a cargo de dicha sala. Sin embargo, por error los japoneses lanzaron bengalas iluminando sus propios buques, y la tripulación del Houston logró alcanzar a tres destructores y hundir un dragaminas. Debido a un incendio en los depósitos de munición, tuvieron que inundar estos cuartos, quedándose con poca munición para las torretas de ocho pulgadas. A las 12:25 de la madrugada, un proyectil cayó en el puente, matando al capitán Albert H. Rooks, quien acababa de ordenar el abandono de la nave. El oficial ejecutivo, David Roberts, canceló la última orden de Rooks, considerando que el Houston todavía podía luchar. Al acabarse la munición, los destructores se acercaron al crucero y empezaron a utilizar las ametralladoras contra la tripulación. A las 12:33 se dio la orden de abandonar la nave. Unos diez minutos después el Houston se escoró y, dos minutos después de zozobrar, se hundió.
Junto con los capitanes Rooks y Waller murió la mitad de la tripulación, que totalizaba 1680 marinos. De los mil marineros del Houston, 368 fueron hechos prisioneros, el resto murió en la batalla o se ahogó en las aguas cubiertas del petróleo de los buques hundidos. Los japoneses no sólo perdieron el dragaminas, sino que también fueron hundidos cuatro transportes. En uno de ellos se encontraba el general Hitoshi Imamura, comandante del 16.º Ejército, quien tuvo que mantenerse a flote con pedazos de madera hasta que fue recogido por un bote. La autoría de estos últimos hundimientos es motivo de discusión. En The Rising Sun, John Toland asegura que los transportes fueron hundidos por torpedos lanzados desde el crucero Mikuma. Según Toland, el comandante Shukichi Toshikawa, en nombre de la 5.ª Flotilla de Destructores, fue a disculparse con Imamura por el error, pero el Jefe de Estado Mayor de Imamura le aconsejó no hacerlo, ya que Imamura creía que su transporte había sido hundido por el Houston. Esto explicaría porqué los registros japoneses y estadounidenses declararon que el crucero estadounidense hundió los cuatro transportes. En The Two Ocean War, Samuel Eliot Morison declara que Toland está equivocado, alegando que el crucero japonés se encontraba demasiado lejos de los transportes, y que una isla obstaculizaría el trayecto de un torpedo lanzado desde el Mikuma.